# 神奈川県立小田原城内高等学校
神奈川県立小田原城内高等学校（かながわけんりつ おだわらじょうないこうとうがっこう）は、かつて神奈川県小田原市南町一丁目にあった県立高等学校。2004年（平成16年）に、神奈川県立小田原高等学校と統合された。

## 概要
2000年（平成12年）度から始まった神奈川県の「県立高校改革推進計画」により、2004年に神奈川県立小田原高等学校と統合した。小田原高校のグラウンドに統合後の新校舎が建設されたため、小田原高校の旧校舎の解体が済み跡地にグラウンドが整備されるまで（平成22年度修了まで）の間、当校のグラウンドを使用していた。

## 沿革

### 経緯
1903年（明治36年）に開校した「小田原高等小学校女子部補習科」を前身とする。開校には当時の足柄下郡小田原町の町長代理を務めていた片岡永左衛門の尽力があった。現在、小田原城学橋付近の開校の地に建学100年記念碑が建っている。
1906年（明治39年）になると、辻村歌子（山林資産家・辻村甚八の未亡人）と横澤久良（乃木希典の秘書官・横澤次郎の妻）により高等女学校開設の運動が起こった。二人は「県立高等女学校期成婦人会」を組織し、154名連署の建議書を小田原町長に提出した。これにより、1907年（明治40年）、小田原町議会が町立小田原女学校の設置を決議した。
同年9月1日、「小田原町立小田原女学校」が町立小田原第一小学校（現：小田原市立三の丸小学校）内に開校し、神奈川県立第二中学校（後の神奈川県立小田原高等学校）の校長・阿部伝（後に宗孝と改名）が女学校の校長も兼務した。在任中、八咫鏡と梅をあしらった校章の制定等を行った。翌年・1908年（明治41年）に高等女学校に移行し「小田原町立小田原高等女学校」となり、1909年（明治42年）まで阿部がそのまま初代校長を兼務した。
校地はその後何度か移転し、小田原高校と統合する前には小田原城南西にある天神山（小田原市南町）にあった。
跡地は国際医療福祉大学に売却され、小田原保健医療学部のグラウンドとクラブハウスとして使用される。

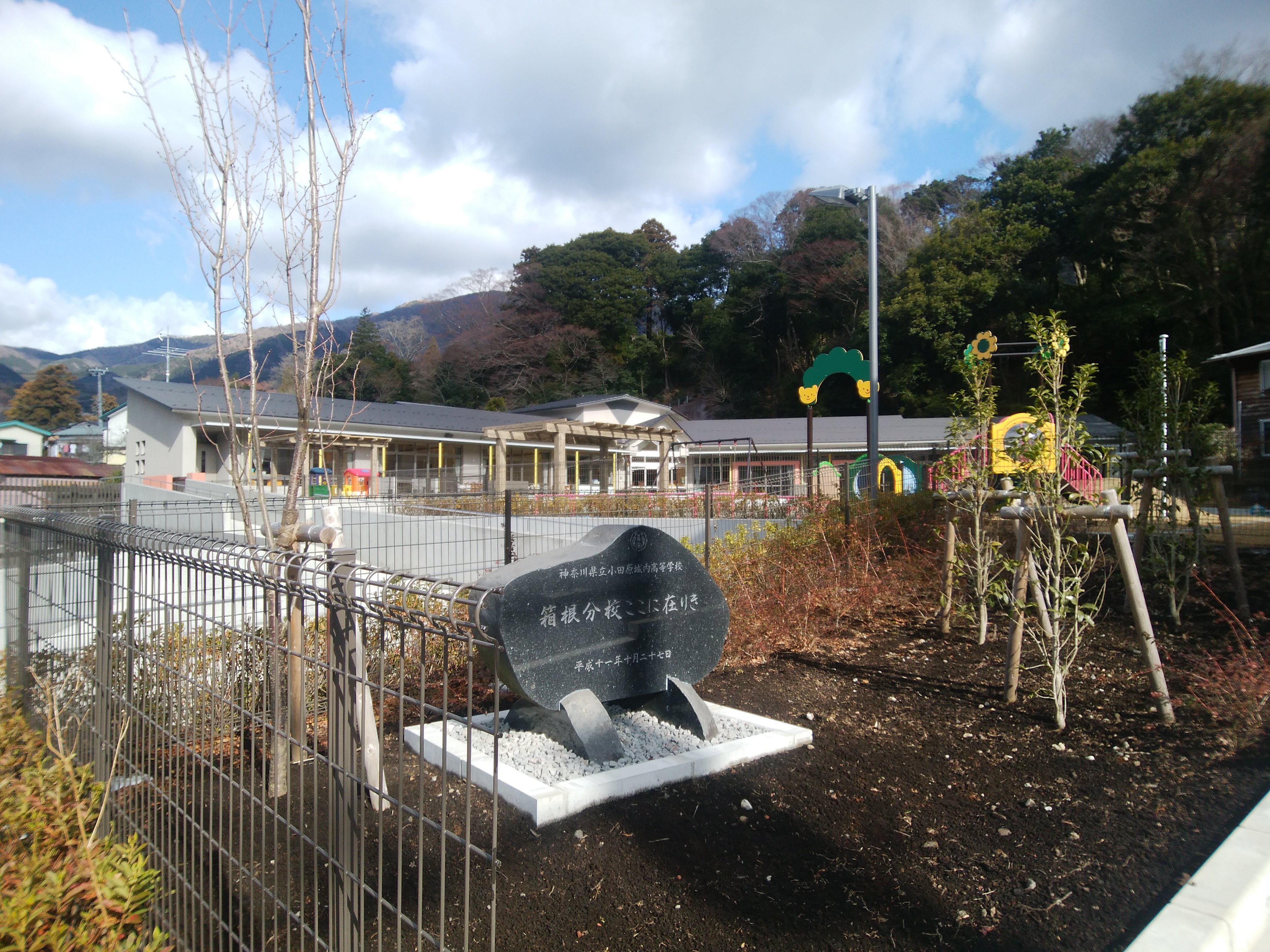
分校跡地の碑。現箱根町立宮城野保育園。

### 年表
- 1903年（明治36年）4月10日 - 小田原高等小学校女子部補習科開校。
- 1907年（明治40年）8月23日 - 小田原町立小田原女学校開校認可。
- 1907年（明治40年）9月1日 - 小田原町立小田原女学校開校。
- 1908年（明治41年）9月1日 - 小田原町立小田原高等女学校となる。
- 1929年（昭和 4年）9月1日 - 神奈川県に移管され、神奈川県立小田原高等女学校と改称。校地は小田原城内（現小田原城址公園銅門周辺）の旧皇室御用邸。
- 1948年（昭和23年）4月7日 - 神奈川県立小田原女子高等学校と改称。定時制を設置。
- 1950年（昭和25年）4月1日 - 神奈川県立小田原城内高等学校と改称。箱根分校開校。
- 1962年（昭和37年）6月12日 - 校地が小田原城の南西にある天神山（小田原市南町）に移る[2]。

- 1999年（平成11年）4月19日 - 箱根分校閉校。分校の所在地は現箱根町立宮城野保育園[3]。
- 2004年（平成16年）4月1日 - 神奈川県立小田原高等学校と統合。

## 著名な関係者

### 教職員
- 阿部伝（阿部宗孝）（小田原町立小田原女学校・小田原高等女学校初代校長）

### 出身者
- 鈴木智恵子（鈴廣蒲鉾本店会長）
- 雪代敬子（女優）
- 栗原啓子（元女優）
- 中村あずさ（元女優）
- 藤沢あやの（女優・藤沢とおる夫人）
- 尾崎朱美（マラソン選手）
- 黛まどか（俳人）
- 新井恵美子（ノンフィクション作家）
- 小山みつな（民謡歌手）